# Juan de Dios Usandivaras
Juan de Dios Usandivaras (Salta, 8 de marzo de 1821-ibídem, 15 de diciembre de 1857) fue un abogado y político argentino. Fue diputado por la provincia de Salta en la primera legislatura del Congreso de la Confederación Argentina en 1854, desempeñándose luego como senador por la misma provincia.

## Biografía
Nació en la ciudad de Salta en 1821. Se graduó como abogado, desempeñando en su ciudad. También fue comerciante.
Fue ministro de Gobierno de Salta en 1846 y 1854, e integró la Cámara de Diputados de la Provincia de Salta por la Capital y Campo Santo.
En 1854, fue elegido diputado a la primera legislatura del Congreso de la Confederación Argentina en Paraná por la provincia de Salta, renunciando en agosto de 1855. Entre 1856 y 1857 fue senador de la Confederación por Salta, sucediendo a Dámaso Uriburu, designado cónsul en Bolivia. Allí integró la comisión de Hacienda.
En 1856, formó parte de una comisión para redactar el proyecto de una constitución provincial para Salta. También ese año integró una comisión para la creación de una Cámara de Justicia común entre provincias del norte argentino.
Falleció en Salta en 1857.